# ドバイ国際空港自動化ピープル・ムーバー
ドバイ国際空港自動化ピープル・ムーバー（ドバイこくさいくうこうじどうかピープルムーバー、英: Dubai International Airport Automated People Mover）は、アラブ首長国連邦ドバイ首長国ドバイ市のドバイ国際空港内にある無人運転の新交通システムである。
当システムは、第3ターミナルとコンコースA内、および第1ターミナルとコンコースD間の、2箇所の「セグメント」にて運転されている。

## 構成
最初のセグメントは、第3ターミナルとエアバスA380専用コンコースAとの間を走行している。
当セグメントでは、出発する乗客をA380の各ゲートへ輸送し、到着した乗客を第3ターミナルの旅券・出入国管理区へ輸送している。
2つ目のセグメントは、第1ターミナルからコンコースDへと走行している。